# Лавци (Битољ)
Лавци (мкд. Лавци) су насеље у Северној Македонији, у јужном делу државе. Лавци припадају општини Битољ.

## Географија
Насеље Лавци је смештено у јужном делу Северне Македоније. Од најближег већег града, Битоља, насеље је удаљено 3 km југозападно, па је оно у ствари предграђе.
Лавци се налазе на југозападном ободу Пелагоније, највеће висоравни Северне Македоније. Насеље је смештено на североисточним падинама планине Баба. Северно од села протиче речица Драгор. Надморска висина насеља је приближно 800 метара.
Клима у насељу је планинска због знатне надморске висине.

## Становништво
Лавци су према последњем попису из 2021. године имали 291 становника.
| Национални састав према попису из 2021.‍ | Национални састав према попису из 2021.‍ | Национални састав према попису из 2021.‍ | Национални састав према попису из 2021.‍ | Национални састав према попису из 2021.‍ |
| --------------------------------------- | --------------------------------------- | --------------------------------------- | --------------------------------------- | --------------------------------------- |
|                                         |                                         |                                         |                                         |                                         |
| Македонци                               | Македонци                               |                                         | 273                                     | 93,8%                                   |
| непописани                              | непописани                              |                                         | 15                                      | 5,1%                                    |

Већинска вероисповест је православље.

## Познате личности
- Фана Кочовска Цветковић, учесница Народноослободилачке борбе, друштвено-политичка радница СФР Југославије и СР Македоније и народни херој Југославије